# Municipalità distrettuale di Vhembe
La municipalità distrettuale di Vhembe (in inglese Vhembe District Municipality) è un distretto della provincia del Limpopo e il suo codice di distretto è DC34.
La sede amministrativa e legislativa è la città di Thohoyandou e il suo territorio si estende su una superficie di 21.407 km².

## Geografia fisica

### Confini
Il distretto municipale di Vhembe confina a est e a sudest con quello di Mopani, a sud ovest e a ovest con quello di Capricorn, a ovest con quello di Waterberg e a nord con lo Zimbabwe.

### Suddivisione amministrativa
Il distretto è suddiviso in 4 municipalità locali:
- Makado
- Musina
- Mutale
- Thulamela

### Città principali
- Thohoyandou
- Makhado
- Musina
- Malamulele
- Tshilamba
- Sibasa
- Dzanani